# 블랙스플로이테이션

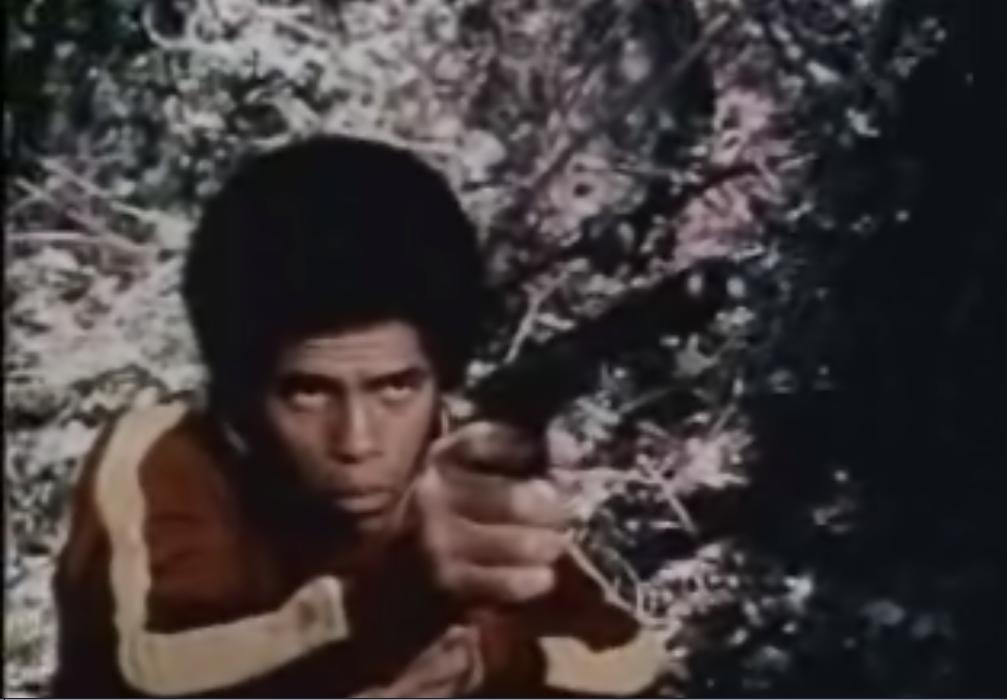

블랙스플로이테이션(Blaxploitation)은 1970년대 전반에 미국에서 생겨난 영화 장르이다. 주로 교외에 사는 아프리카계 미국인을 대상으로 만들어진 엑스플로이테이션 영화이며, 이름의 유래는 "black"과 "exploitation"의 합성어이다. 블랙스플로이테이션 영화는 흑인 배우들이 주연으로 하며, 사운드트랙에 펑크와 소울 음악을 사용했다. 버라이어티 잡지에 따르면, 1971년 Sweet Sweetback's Baadasssss Song이 블랙스플로이테이션이라는 장르의 시작이라고 한다. 그러나 이 작품은 독립 영화를 위해 할리우드 자본의 샤프트가 이 영화 장르의 시작이라는 의견도 있다. 무대 설정이 미국 서부 또는 북부의 경우 유대인이 주요 무대가 되어 포주, 마약 밀매자, 암살자가 나오는 경우가 많다. 또한 부패한 경찰이나 정부 관계자와 같은 부정적인 백인 캐릭터가 등장하는 경우가 많다. 남부가 무대인 경우에는 재배지가 주요 무대가되는 것이 많아, 노예제와 혼혈과 같은 테마가 다루어진다.